# مالیات تنازلی

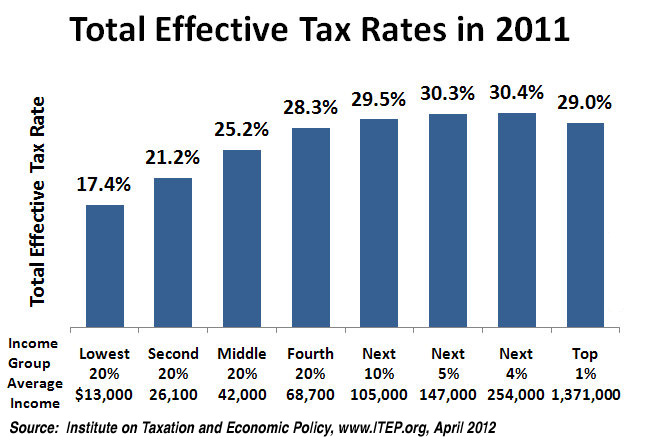
نسبت مالیات در آمریکا بسته به مقدار درآمد.

مالیات تنازلی (یا به عبارت درست‌تر مالیات تنزلی) مالیاتی است که به گونه ای وضع می‌شود که با افزایش مبلغ مشمول مالیات، نرخ مالیات کاهش می‌یابد. «تنازلی» یک اثر توزیعی بر درآمد یا هزینه را توصیف می‌کند و به نحوه پیشرفت نرخ از بالا به پایین اشاره می‌کند، به طوری که میانگین نرخ مالیات از نرخ مالیات نهایی بیشتر می‌شود. از نظر درآمد و ثروت فردی، مالیات تنازلی بار بیشتری (نسبت به منابع) بر فقرا نسبت به ثروتمندان تحمیل می‌کند: رابطه معکوسی بین نرخ مالیات و توانایی مالیات دهندگان برای پرداخت، همان‌طور که با دارایی‌ها، مصرف یا درآمد اندازه‌گیری می‌شود، وجود دارد. این مالیات‌ها باعث کاهش بار مالیاتی افراد با توانایی پرداخت بالاتر می‌شود، زیرا بار نسبی را به‌طور فزاینده ای به افرادی که توانایی پرداخت کمتری دارند منتقل می‌کنند.
تنزلی بودن یک مالیات خاص همچنین می‌تواند عاملی از تمایل مالیات دهندگان به شرکت در فعالیت مالیاتی را نسبت به منابع خود (جمعیت پایه مالیاتی) باشد. به عبارت دیگر، اگر فعالیتی که از آن مالیات گرفته می‌شود بیشتر توسط افراد فقیر و کمتر توسط ثروتمندان انجام شود، ممکن است مالیات تنازلی در نظر گرفته شود. برای اندازه‌گیری این اثر، کشش درآمدی کالای مشمول مالیات و همچنین اثر درآمد بر مصرف باید در نظر گرفته شود. این معیار می‌تواند برای مالیات‌های فردی یا به‌طور کلی برای یک سیستم مالیاتی اعمال شود؛ یک سال، چند ساله یا مادام العمر.
نقطه مقابل مالیات تنازلی، مالیات تصاعدی است که در آن با افزایش مبلغ مشمول مالیات، میانگین نرخ مالیات افزایش می‌یابد. در این بین یک مالیات ثابت یا متناسب وجود دارد که با افزایش مبلغ مشمول مالیات، نرخ مالیات ثابت می‌شود.

## مثال‌ها
- مالیات سرانه
- مالیات غیر واحدی
- مالیاتی با سقف، که بیش از آن هیچ مالیاتی پرداخت نمی‌شود، مانند مالیات تأمین اجتماعی آمریکا، که برای دستمزدهای بیش از حد سالانه اعمال نمی‌شود.[۱۲]
- به اصطلاح " مالیات گناه " (مالیات پیگویی) نیز به دلیل تنازلی بودن آنها مورد انتقاد قرار گرفته‌است، زیرا اغلب بیشتر (یا حداقل به نسبت بیشتری) توسط فقرا مصرف می‌شود. نسبت بیشتری از قیمت نهایی برندهای ارزان‌تر، در مقایسه با محصولات با کیفیت بالاتر که عموماً توسط ثروتمندان مصرف می‌شود، افزایش می‌دهد. به عنوان مثال، «افراد در پنجک پایین درآمدی، ۷۸ درصد بیشتر از درآمد خود را در مالیات بر الکل خرج می‌کنند تا افراد پنجک بالا».[۸]
- کاهش کمک هزینه[۱۳] در سیستم مالیات بر درآمد اجازه می‌دهد تا کمک هزینه شخصی یک فرد برداشته شود، و قبل از بازگشت به نرخ پایه، مالیات نهایی بالاتری برای یک باند محدود ایجاد می‌کند. در انگلستان وجود دارد یک باند مؤثر ۶۰٪ در ۱۰۰۰۰۰ پوند که به ۴۰٪ در ۱۲۰۰۰۰ پوند بازمی‌گردد.[۱۴]
- مالیات غیریکنواخت تولید بر اساس ضروریات روزمره مانند غذا (مالیات چربی، مالیات نمک)، حمل و نقل (مالیات سوخت، افزایش کرایه برای حمل و نقل عمومی، قیمت جابجایی)، انرژی (مالیات کربن) و مسکن (مالیات شورایی، مالیات پنجره) اغلب اعمال می‌شود.
- مالیات بر حقوق، مانند FICA و بیمه بیکاری در ایالات متحده، و مالیات بر مصرف مانند مالیات بر ارزش افزوده و مالیات بر فروش، تنازلی هستند، زیرا هر دو قیمت کالاهای خریداری شده را افزایش می‌دهند.[۱۵] افراد کم درآمد پول کمتری پس‌انداز کرده و سرمایه‌گذاری می‌کنند، بنابراین نسبت بیشتری از درآمد خود را، مستقیماً برای مالیات بر فروش و به عنوان افزایش قیمت مورد نیاز برای ایجاد درآمد برای پوشش حقوق و دستمزد برای مالیات بر حقوق به این مالیات‌ها پرداخت می‌کنند.
- مالیات بر دارایی در مورد خودروها که در برخی از حوزه‌های قضایی بیشتر به عنوان «مالیات خودرو» شناخته می‌شود.
- لاتاری به عنوان یک مالیات قهقرایی پنهان توصیف شده‌است.[۱۶]